# José Luis García Traid
José Luis García Traid (Saragozza, 6 aprile 1936 – Saragozza, 11 gennaio 1990) è stato un calciatore e allenatore di calcio spagnolo, di ruolo centrocampista.

## Biografia
José Luis García Traid era il figlio di Luis García Garraballe, ex calciatore dell'Iberia SC.
Morì l'11 gennaio 1990, all'età di 54 anni, per le complicazioni di un semplice intervento di chirurgia estetica e lasciò quattro figli..

## Carriera

### Giocatore
Iniziò a giocare nel Real Saragozza, che lo cedette in prestito al Celta Vigo che giocava in Tercera División e all'Amistad. Nel 1955 tornò al Saragozza e il 15 novembre fece il suo esordio in Segunda División contro il Círculo Popular de La Felguera e segnò due gol.
In seguito venne prestato al Levante UD dove giocò un'ottima stagione, al termine della quale tornò al Saragozza. Esordì in Primera División nella stagione 1957-1958 e diventò presto titolare.
Fu costretto a ritirarsi a 25 anni a causa di un infortunio causatogli da Amancio Amaro del Deportivo de La Coruña. Per guarire fu operato a Saragozza, Madrid e poi Lione.

### Allenatore
Nella stagione 1970-1971,a 34 anni, diventò l'allenatore del Saragozza alla diciannovesima giornata, dopo che erano già stati esonerati José María Martín Rodríguez e Domènec Balmanya. La squadra arrivò ultima e retrocesse in Segunda División.
Tornò ad allenare nella stagione 1974-1975 questa volta al Salamanca. Guidò la squadra della La Castiglia e León per quattro stagioni sempre nella massima serie, fino al termine della stagione 1977-1978 quando passò al Burgos.
Dal 1980 al 1982 allenò l'Atlético Madrid, poi il Valladolid, il Salamanca, il Celta, l'Hercules e di nuovo il Salamanca, l'ultima squadra che allenò prima di morire.

## Palmarès

### Allenatore

#### Competizioni nazionali
- Copa de la Liga: 1

Real Valladolid: 1984